# .gd
.gd is het achtervoegsel van domeinnamen van Grenada.